# Natalio Bayo
Natalio Bayo (Epila, Zaragoza, 1945) es un pintor, grabador y dibujante de España.

## Trayectoria
En 1969 hizo su primera exposición individual. Le fue concedido el primer Premio San Jorge de la ciudad de Zaragoza en 1970. Obtuvo el premio Beca María Blanchard de dibujo para artistas menores de 25 años en Santander y en 1971 una beca de pintura de la Dotación de Arte Castellblanch, que le permitió una larga permanencia en Italia. El conocimiento y el contacto con el Renacimiento y en especial con Florencia influyó en su obra posterior.
A finales de 1972 formó con otros jóvenes pintores de Zaragoza el grupo AZUDA 40, con el que expuso en diferentes ciudades españolas. Ha expuesto individualmente en Madrid, Barcelona, Zaragoza, Sevilla, Valladolid y Salamanca, y en exposiciones colectivas en diversos países.
En 2014 recibió en premio Aragón-Goya, otorgado por el Gobierno de Aragón.

### Sobre Natalio Bayo
- Bueno Petisme, María Belén (2010). La Escuela de Arte de Zaragoza:la evolución de su programa docente y la situación de la enseñanza oficial del grabado y las artes gráficas. Humanidades 82. Prensas Universitarias de Zaragoza. pp. 139-140. ISBN 9788492774937.
- Ordóñez Fernández, Rafael (2009). Natalio Bayo: La pintura interminable. Mira Editores. ISBN 978-8484652632.

- Lomba Serrano, Concha. Natalio Bayo o La pasión por la pintura. Mira Editores. ISBN 978-8484650850.

### Ilustrador
- Ekelöf, Gunnar (2011). Leyenda De Fatumeh,La. Natalio Bayo (Ilustrador), Francisco J. Uriz (Traductor). Nórdica Libros. ISBN 978-8492683475.

- Tomeo, Javier (2007). Bestiario. Natalio Bayo (Ilustrador). Prames.